# 코미짜르
코미짜르(Komissar, The Commissar)는 러시아(구 소련)에서 제작된 알렉산드르 아스콜도브 감독의 1967년 드라마, 전쟁 영화이다. 노나 모르디우코바 등이 주연으로 출연하였다.

## 출연

### 주연
- 노나 모르디우코바
- 롤랜 비코브

### 조연
- 라이사 네다쉬코브스카야
- 루드밀라 볼린스카야

## 제작진
- 원작자: 바실리 그로스먼
- 미술: 세르게이 세레브레니코브
- 의상: 야코브 리보쉬